# Giulio Bechi
Giulio Bechi, známý také pod pseudonymem Miles (20. srpna 1870 Florencie – 30. srpna 1917 Gorizia), byl italský důstojník a spisovatel.

## Životopis
Giulio Bechi, syn Giovanniho Bechi a Giulie Cortini, se narodil ve Florencii 20. srpna 1870 v rodině nižší šlechty, s velkými vlasteneckými a vojenskými tradicemi. Oženil se s Albertinou Luserna, se kterou měl dvě děti: Annu Henderson (1901–1946) a Giovanna Alberta Bechi Luserna (1904–1943), důstojníka a spisovatele. Jeho strýc Stanislao Bechi, důstojník a spisovatel, zemřel v roce 1863 v boji za svobodu Polska.
Giulio dokončil svá studia na Scuole Pie, kde se mu dostalo katolického vzdělání, a na Galileově státní klasické střední škole ve Florencii. Inspirován vojenskou kariérou svého strýce, který byl inspirací pro jméno Lao (Stanislao) pro hlavního hrdinu jeho románů, vstoupil 13. listopadu 1888, v pouhých osmnácti letech, jako dobrovolník do 28. kurzu (1888–1890) Modenské vojenské školy královské armády, v roce 1890 se stal podporučíkem a přešel k 67. pěšímu pluku palermské brigády se sídlem nejprve v Agrigentu a poté v roce 1892 ve Florencii; v roce 1894 byl povýšen na poručíka. Vojenský život mu však v této fázi nevyhovoval, ale byl inspirací pro jeho první literární spisy, které psal pod pseudonymem „Miles“.
Od prosince 1895 do června 1896 byl poslán do Eritrey a Etiopie s XXXVII. africkým pěším praporem na východoafrické tažení, kde shromažďoval nápady pro své africké „bozzetti e scarabocchi“, které publikoval ve Florencii v roce 1898 s názvem „Fra il bianco e il nero“ – jeho první knihou.
V roce 1899 byl poslán na Sardinii, do okresů Nuoro a Ozieri, s 67. pěším plukem palermské brigády, spolu s Royal Carabinieri, na potlačení sardinského banditismu. Události popsal v díle "Caccia grossa: scene e figure del banditismo sardo", které vydal v Miláně v roce 1900. Kniha měla četné a oceňované kritiky na „kontinentu“, zatímco „ostrované“, ho označili „jako na zlomyslného pomlouvače Sardinie“. Byl potrestán ministerstvem války, k uklidnění veřejného mínění a protestů sardinských poslanců, vězením na dva měsíce v pevnosti Santa Maria v San Georgio del Belvedere ve Florencii. Ale díky tomu si Giulio Bechi získal jistou proslulost a kniha se během krátké doby dočkala vyprodání několika vydání.
V roce 1906 byl povýšen na kapitána a převelen k 17. pěšímu pluku brigády Acqui se sídlem v Chieti. Krátce nato (17. června 1906) byl umístěn na mimořádnou dovolenou, v důsledku jeho sporu o struktuře královské armády a výcviku vojáka. Odstartoval plodné literární období, ve kterém vojenská a společenská témata byla prvořadá. Dne 1. listopadu 1910 byl povolán do služby u 31. pěšího pluku sienské brigády se sídlem v Cuneu.
V době italsko-turecké války byl v březnu 1912 převelen k 30. pěšímu pluku brigády v Pise s velitelstvím v Nocera Inferiore (SA). Byl poslán do Osmanské Tripolitanie, odplul lodí z Neapole a vylodil se v Tobruku a následně se zúčastnil 12. května 1912 bitvy u Wadi Aùda (Tobruk), kde obdržel bronzovou medailí za vojenskou chrabrost a rytířství Řádu italské koruny.

### První světová válka
24. května 1915 byl Giulio Bechi mobilizován na italskou frontu, nejprve v hodnosti kapitána, poté majora a podplukovníka (od dubna 1916). Přestože naléhal, aby byl poslán na frontu, byl poslán sloužit do tiskové sekce oddělení italského nejvyššího vojenského velitelství.
6. března 1917 Giulio Bechi, převzal velení 254. pěšího pluku brigády Porto Maurizio, v červnu 1917 povýšil na plukovníka.
Dne 10. června 1917 se zúčastnil bitvy u Mount Ortigara v jižním sektoru: Útočný prapor brigády Porto Maurizio a 1. prapor 254. pěšího pluku zahájily operace pro držení Mount Rasta. V tomto prvním střetnutí, které trvalo 3 dny boje pod nepřátelskou palbou, brigáda ztratila 14 důstojníků (3 mrtví, 13 raněných) a 496 vojáků (109 mrtvých, 387 zraněných), zatímco 254. pěší pluk ztratil 9 důstojníků (2 padlí, 7 raněných) a 354 vojáků (65 padlých, 289 zraněných).
Brigáda Porto Maurizio byla zapojena do posledních fází jedenácté bitvy u Isonza (17.–31. srpna 1917). Mezi 28. a 29. srpnem 1917 brigáda přišla o 55 důstojníků (14 mrtvých, 1 nezvěstný, 40 zraněných) a 1050 vojáků (84 mrtvých, 232 nezvěstných, 734 zraněných), zatímco 254. pěší pluk ztratil 27 důstojníků (5 mrtvých, 22 zraněných) a 569 vojáků (39 mrtvých, 114 nezvěstných, 416 zraněných).
28. srpna plukovník Giulio Bechi osobně řídil útok v čele svých pěšáků, byl těžce zraněn výbuchem dělostřeleckého granátu a po dvou dnech zranění podlehl.
Stříbrná medaile za vojenskou chrabrost, která byla udělená jeho památce dne 22. listopadu 1917, byla dne 13. června 1918 změněna na zlatou medaili vojenské chrabrosti. Jeho jméno bylo zahrnuto do "Zlatého registru vojáků padlých v národní válce 1915–1918", vydávaného ministerstvem války od roku 1924. Od roku 1938 byl pohřben v sarkofágu z černého mramoru, který se nacházel uprostřed centrální věže památníku vojenské kostnice Oslavia di Gorizia (GO), kde jsou uchovávána těla 13 padlých, zdobená zlatem Medaile za chrabrost.

### Vyznamenání
- Ordine della Corona d'Italia
- Medaglia d'oro al valor militare
- Medaglia d'Argento al Valor Militare alla Memoria
- Meaglia di Bronzo al Valor Militare
- Medaglia commemorativa delle campagne d'Africa
- Medaglia commemorativa della guerra italo-turca 1911–1912
- Distintivo per le fatiche di guerra (3 Stelle dÄrgento per le 3 Campagne 1915, 1916, 1917)
- Croce per anzianità di servizio militare

### Pojmenování po Giulio Bechim
- Via Giulio Bechi, 09134 Cagliari (CA), 50141 Florencie (FI), 50055 Lastra a Signa (FI), 72023 Mesagne (BR), 20126 Milán (MI), 97100 Ragusa (RG), 00197 Řím (RM)
- Městská mateřská škola "Giulio Bechi" – Via Pisana č. 771, 50142 Florencie (FI)
- Státní základní škola "Giulio Bechi" – Via Giuliano Bugiardini č. 27, 50143 Florencie (FI)
- Mramorová deska plukovníku Giulio Bechi MOVM, v kasárnách Carabinieri "Generale Carlo Corsi MAVM", na Via Borgo Ognissanti č. 48 – 50123 Florencie (FI)
- Mramorová deska plukovníku Giulio Bechi MOVM, v kasárnách "Sottotenente Ugo Bartolomei MOVM", na Via della Stazione di Cesano č. 423 – 00123 Cesano di Roma (RM)

- Jméno plukovníka Giulio Bechi MOVM v mramorovém nápisu padlým Vojenské akademie. č. 15 – 41121 Modena (MO)

## Dílo
- Tra il bianco e il nero. Bozzetti e scarabocchi, Bemporad, Firenze, 1898, con lo pseudonimo di Miles
- Caccia grossa: scene e figure del banditismo sardo, Società Anonima Editrice La Poligrafica, Milano, 1900 e 1901 – Società Anonima Fratelli Treves Editori, Milano, 1914 – Madella, Sesto San Giovanni, 1915, con lo pseudonimo di Miles
- La fuga dell'Amore, Società Anonima Editrice La Poligrafica, Milano, 1901, con lo pseudonimo di Miles
- Beppino 101. Scene di vita militare, in: "La Lettura. Rivista mensile del Corriere della Sera", Milano, Anno III, n° 3 del marzo 1903, Pagg. 13–21
- La gaia brigata, Società Anonima Fratelli Treves Editori, Milano, 1904
- Pennacchi e galloni, in: "La Lettura. Rivista mensile del Corriere della Sera", Milano, Anno VI, n° 3 del marzo 1906, Pagg. 224–230
- I racconti di un fantaccino (con 64 fotografie del Capitano Carlo Gastaldi), Società Anonima Fratelli Treves Editori, Milano, 1906 e 1915
- L'ispezione. Novella, in: "La Lettura. Rivista mensile del Corriere della Sera", Milano, Anno VII, n° 7 del luglio 1907, Pagg. 549–556
- Patria ed armi. Ai soldati, al popolo, Stabilimento Tipografico Giuseppe Cesari, Ascoli Piceno, 1907
- Dal tramonto della casta all'alba della nazione armata. Note sulla crisi militare, in: "Rassegna Contemporanea", Stabilimento Tipografico Cappelli, Rocca San Casciano (PC), Anno I, n° 3 del 1908, Pagg. 34–42
- Lo spettro rosso. Romanzo, Società Anonima Fratelli Treves Editori, Milano, 1909
- La piccola amica di Antonicu Sotgiu, in: "La Lettura. Rivista mensile del Corriere della Sera", Milano, Anno X, n° 3 del marzo 1910, Pagg. 206–212
- Il Capitano Tremalaterra. Romanzo giocoso, Società Anonima Fratelli Treves Editori, Milano, 1910
- Una donna! Una donna! Novella, in: "Nuova Antologia. Rivista di lettere, scienze ed arti", Roma, 1914, Serie 5, V. 171, Pagg. 64–70
- Moia! Moia! Novella, in: "La Lettura. Rivista mensile del Corriere della Sera", Milano, Anno XIV, n° 5 del maggio 1914, Pagg. 403–410
- Un incidente internazionale. Novella, in: "La Lettura. Rivista mensile del Corriere della Sera", Milano, Anno XIV, n° 10 dell'ottobre 1914, Pag. 895–899
- I seminatori. Romanzo, Società Anonima Fratelli Treves Editori, Milano, 1914
- I racconti del bivacco, Società Anonima Fratelli Treves Editori, Milano, 1914
- Soldati. Versi, in: "Nuova Antologia. Rivista di lettere, scienze ed arti", Roma, 1928, Serie 7, V. 262, Pagg. 308–314

Jeho další práce v: "Il Fanfulla della Domenica", "L'Illustrazione Italiana", "Il Marzocco", "Natura ed Arte", "Il Secolo XIX", "Il Secolo XX", "La Tribuna", "Varietas".

### V češtině
- Dobrá přítelkyně Antonica Sotgiu – vyšlo v měsíčníku La Lettura; přeložil Jiří Prošek; in: 1000 nejkrásnějších novel... č. 7. Praha: J. R. Vilímek, 1911